# Tintin v Americe
Tintin v Americe (francouzsky Tintin en Amérique) je třetí díl komiksové série Tintinova dobrodružství, napsaných a ilustrovaných belgickým spisovatelem a ilustrátorem Hergém.

## Vydání a jiné verze
Tintin v Americe byl poprvé vydán jako černobílý komiks v časopise "Le Petit Vingtiéme" 3. září 1931. Samostatně byl vydán v černobílém albu roku 1932. V roce 1945 Hergé album přepracoval a zkrátil na obvyklých 62 stran a vydal již barevné.
V České republice album vydal Albatros, stalo se tak roku 2004.

## Děj
Píše se rok 1931. Tintin a jeho věrný pes Filuta jsou vyslaní, aby vyčistili americké město Chicago od Al Caponových gangsterů, kteří město sužují. Několikrát jsou gangstery zajati, brzy se setkají tváří v tvář se samotným Al Caponem. Tintin Al Capona porazí, avšak policisté kterým chce Al Capona předat, si myslí, že je blázen (Tintin, který zajal Al Capona, odráží, že Al Capone byl aktivní, když Hergé komiks psal).
Po několika pokusech na Tintinovo odstranění se zapojí do stíhání Tintina i sám Bobby Smiles, který stoj í v čele G.S.C. (Gangster’s Syndicate of Chicago). Velkou část knihy se snaží Tintin zatknout Bobbyho Smilese, na stopu narazí až ve městě Red skin city, pronásleduje ho až na území indiánského kmene. Ten však bere Tintina díky Bobbymu Smilesovi jako nepřítele a zajmou ho. Tintin unikne smrti hladem, když je uzavřen v podzemí pod balvanem, díky naftovému proudu však uteče a neúmyslně vyžene indiány, poté co s nadsázkou se území chopí americká ropná společnost a za jediný den zde vyroste nové město. Tintin však Bobbyho brzy zatýká, posílá ho svázaného zásilkou do Chicaga.
Po Smilesově zatčení, unese neznámý holohlavý gangster jeho psa, Filutu. Tintin ho však zachrání, a zatkne většinu společníků holohlavého únosce-gangstera. ten však unikne a nalíčí na Tintina past, vydá rozkaz svému podřízenému, aby pozval Tintina do továrny na výrobu konzerv, kde má být Tintin rozšrotován v stroji na maso. Protože však dělníci stávkují, stroje přestanou fungovat a Tintin uniká. Poté zatýká Tintin plešatého gangstera a jeho podřízeného.
Tintin je za zásluhy pozván na večeři na jeho počest, gangsteři však vyhodí pojistky a Tintina unesou. Gangsteři svrhnou Tintina a Filutu se závažím do Michiganského jezera, ovšem gangsteři se spletli a místo železného závaží mu dají dřevěné. Tintin vyplave na hladinu, uvidí policejní loď, která ho vezme na palubu. Avšak vyjde najevo, že to jsou převlečení gangsteři a pokoušejí se Tintina zabít. Ten je však přemůže a vede policejní výpravu do ústředí gangsterů. Tintin je přemůže a Chicago je mu vděčné za očistu svého města.